# Ортокон

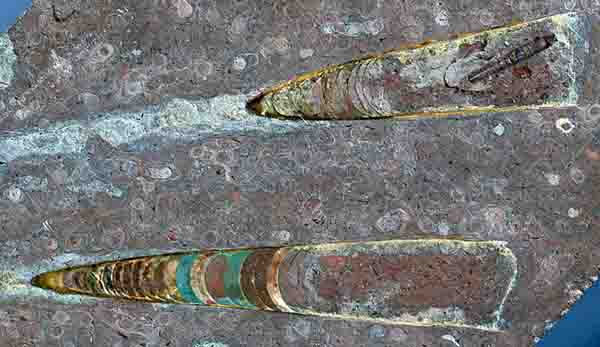
Окаменелые остатки ортокона

Ортокон (лат. Orthocone) — вымершая группа головоногих моллюсков, обитавших в морях ордовикского периода (450 млн лет назад). Не является используемым таксоном, к ортоконам относят всех моллюсков с прямой раковиной, таких как камероцерас.
Ортоконы были самыми крупными хищниками того времени, длина некоторых видов достигала 6—10 метров, а масса — 200 килограммов. Большую часть длины составляла длинная конусообразная раковина, внутри которой находилось множество камер, заполненных газовой средой. Благодаря камерам ортоконы держались на плаву. Питались ортоконы трилобитами и ракоскорпионами, которых они захватывали своими щупальцами.
Ортоконы двигались в основном задом наперёд. Чтобы разогнаться, они всасывали в себя воду и струей выбрасывали её через мышечную трубку у основания раковины. У ортоконов было плохое зрение, так как жили они на глубине, где только малая часть солнечных лучей попадала в океан.